# Giovanni Volpi

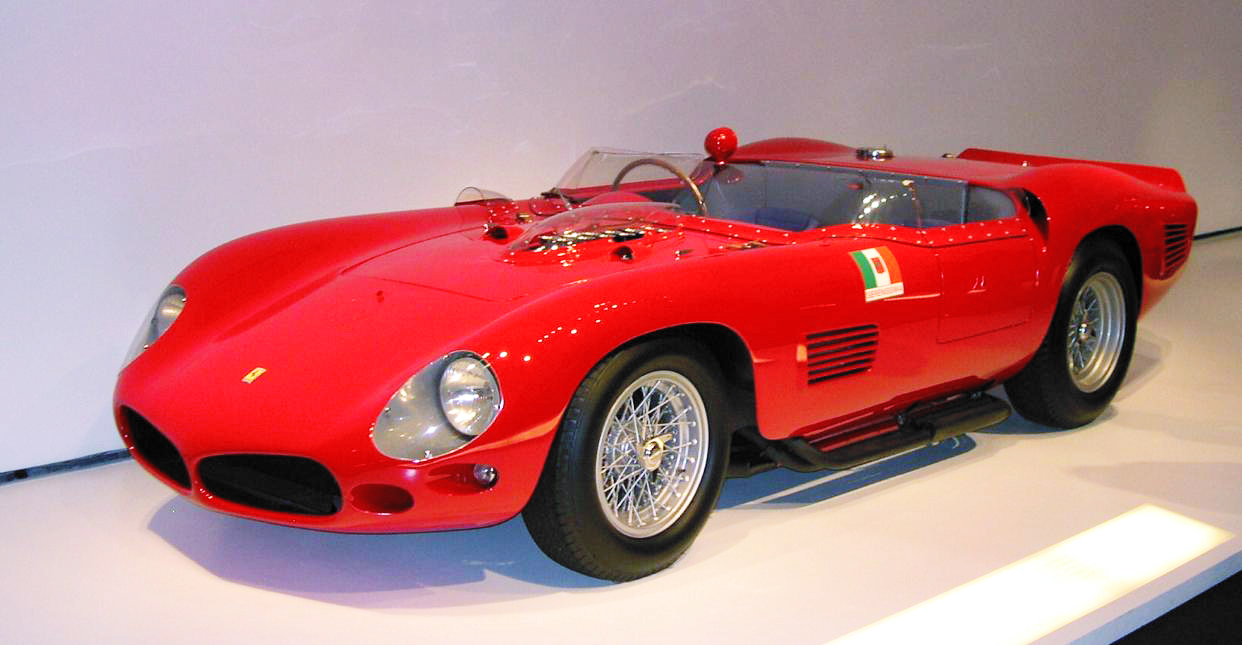
Una Ferrari 250 Testa Rossa del 1961 modificata da Giotto Bizzarrini per la Scuderia Serenissima di Giovanni Volpi.

Il conte Giovanni Volpi di Misurata (Venezia, 9 maggio 1938) è un imprenditore italiano, attivo nel campo delle competizioni automobilistiche.

## Biografia
Giovanni Volpi è figlio di Giuseppe Volpi, conte di Misurata, e della sua seconda moglie, l'algerina Nathalie El Kanoni (nota anche come Leonia Kanoni, Nathalie El Kanoui o Nathalie El Kanui, e detta Natalia, Lilly, Lily o Lili), precedentemente sposata con il gioielliere francese Jacques Lacloche. Ereditò un ingente patrimonio a 24 anni dal padre Giuseppe, politico e fondatore della Mostra internazionale d'arte cinematografica di Venezia. Fondò allora un team, la Scuderia Serenissima, che divenne ben presto uno dei migliori clienti della Ferrari.
Seguendo molti tecnici che lasciarono la Ferrari nel 1961, Volpi subì l'ira di Enzo Ferrari, che rifiutò di vendergli due 250 GTO che aveva richiesto. Volpi si schierò successivamente con l'ATS, fornendo le risorse finanziarie per questa casa costruttrice nata da ex-membri della Ferrari. Nel 1962, la Scuderia Serenissima affidò a Piero Drogo della Carrozzeria Sports Cars e a Giotto Bizzarrini la realizzazione della Ferrari 250 GT Drogo conosciuta anche come Ferrari Breadvan. È il proprietario della Villa Rocca di Sabaudia (LT) e del Palazzo D'Anna Viaro Martinengo Volpi di Misurata sul Canal Grande (VE).

## Famiglia
Il 7 aprile 2018 a Madrid ha sposato Dominique Rizzo, terza moglie e vedova del fotografo Willy Rizzo.